# Callulops stictogaster
Callulops stictogaster és una espècie de granota que viu a Papua Nova Guinea.